# Don't Stop (Color on the Walls)
 (mars 2013).
Si vous disposez d'ouvrages ou d'articles de référence ou si vous connaissez des sites web de qualité traitant du thème abordé ici, merci de compléter l'article en donnant les références utiles à sa vérifiabilité et en les liant à la section « Notes et références ».
Pour les articles homonymes, voir Don't Stop.
Singles de Foster the People
Call It What You Want
(2011) Broken Jaw
(2012)
Pistes de Torches
Call It What You Want Waste
Don't Stop (Color on the Walls) est une chanson du groupe indie pop américain Foster the People sortie le 10 janvier 2012.